# Крагуєваць
Крагуєваць (серб. Крагујевац, Kragujevac) — місто в Сербії, столиця адміністративного регіону Шумадія. Четверте за населенням місто Сербії: 193 390 мешканців (із передмістями 211 580).
Промисловий і науковий центр.

## Назва
Назва походить від старого спільнослов'янського слова крагуй «яструб, сокіл, кречет».

## Історія
Уперше згадується в 1476 році в турецькому документі у формі «Крагуйофча». Тоді у ньому було 32 будинки.
Звільнений від турецького панування в 1815 році. Перша столиця Сербії як держави нового часу (1818—1841). Тут перебували перша сербська гімназія й ліцей (попередник Белградського університету), перший суд, перший театр, видавалася перша сербська газета. Із середини XIX століття розвивається промисловість (в 1853 р. відлита перша гармата).
Під час Першої світової війни, у зв'язку з окупацією Белграда, місто знову на якийсь час стає столицею.
21 листопада 1941 року як відплата за дії партизанських загонів Тіто, німецькі війська розстріляли понад 7300 жителів міста, серед них близько 300 учнів й 18 учителів місцевої гімназії. На місці трагедії зараз знаходиться пам'ятник і музей.

## Відомі особистості
У місті народилась:
- Мілева Жикіч (1922—2011) — югославська театральна акторка.
- Даніца Крстіч (* 1995) — сербська співачка.